# Tratado estonio-soviético de asistencia mutua

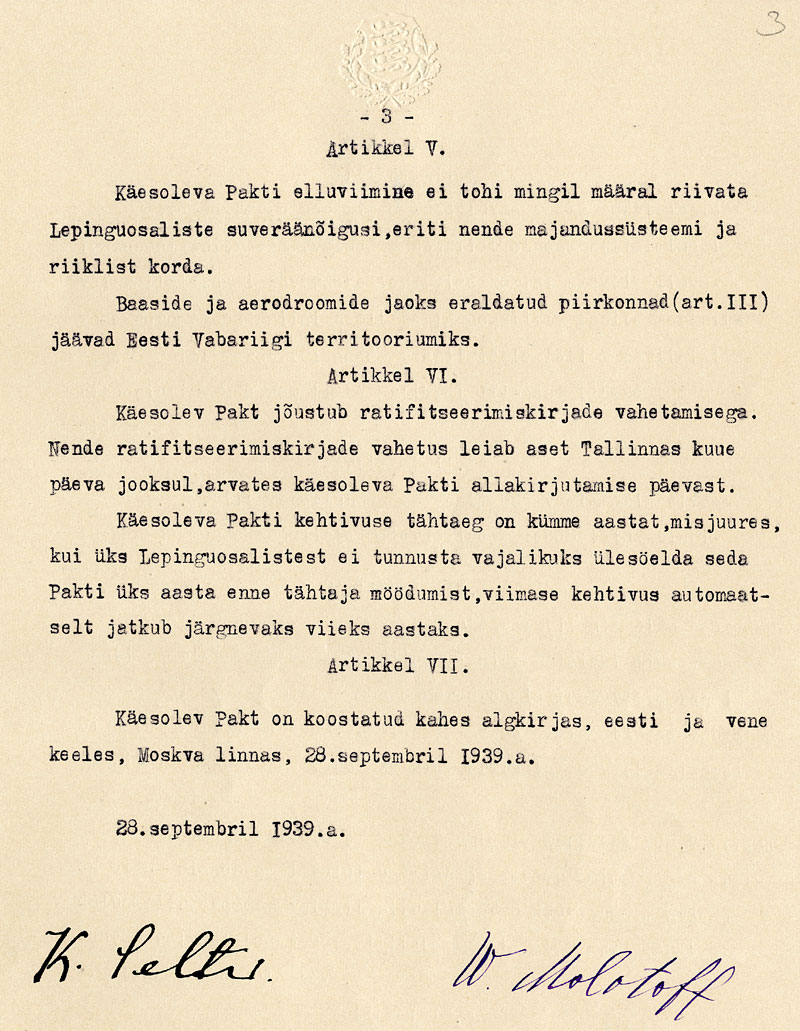
Pacto de asistencia mutua entre la República de Estonia y la URSS. Copia con firmas de los cancilleres.

El tratado estonio-soviético de asistencia mutua fue un tratado bilateral firmado en Moscú el 28 de septiembre de 1939. El tratado obligaba a cada una de las partes a respetar la soberanía y la independencia de la otra, y permitió al Gobierno soviético establecer bases militares en Estonia. Estas bases facilitaron la toma soviética de ese país en junio de 1940.
Fue firmado por el ministro estonio de Asuntos Exteriores Karl Selter y el comisario soviético de Asuntos Exteriores Viacheslav Mólotov. Las ratificaciones se intercambiaron en Tallin el 4 de octubre de 1939 y el tratado entró en vigor el mismo día. Se registró en la Serie de Tratados de la Sociedad de Naciones el 13 de octubre de 1939. El tratado de asistencia mutua incluía el establecimiento de bases militares en Estonia.

## Antecedentes
En septiembre de 1939, la Unión Soviética afirmó su control sobre los estados bálticos con el Pacto Ribbentrop-Mólotov. Los soviéticos invadieron Polonia el 17 de septiembre y concluyeron sus operaciones el 6 de octubre. Después de ocupar el este de Polonia, los soviéticos presionaron a Finlandia y a los países bálticos para que celebraran tratados de asistencia mutua. Los soviéticos cuestionaron la neutralidad de Estonia tras la fuga de un submarino polaco el 18 de septiembre. Una semana después, el 24 de septiembre, el ministro de Relaciones Exteriores de Estonia Karl Selter, recibió un ultimátum de Moscú. Los soviéticos exigieron la conclusión de un tratado de asistencia mutua que incluyó el establecimiento de bases militares en Estonia. El gobierno de Estonia cedió al ultimátum.

## Artículos del tratado
- El artículo 1 preveía la cooperación militar entre las partes en caso de ataque de un tercero.
- El artículo 2 obligaba al gobierno soviético a ayudar al gobierno estonio en la provisión de armamento.
- El artículo 3 permitía al gobierno soviético establecer bases militares y navales en territorio estonio.
- El artículo 4 obligaba a los gobiernos soviético y estonio a no hacer alianzas militares contra la otra parte.
- El artículo 5 estipulaba que los sistemas políticos y económicos y la soberanía de ambas partes no serán afectados por el tratado. Establecía claramente que las zonas en las que se establecerían las bases soviéticas seguirían formando parte de Estonia.
- El artículo 6 trataba de la ratificación y estipulaba que el tratado permanecería en vigor durante diez años, con la opción de prorrogarlo por otros cinco años.
- El artículo 7 estipulaba que el texto oficial del tratado se redactaría en las lenguas rusa y estonia.

## Consecuencias
Los soviéticos hicieron tratados similares con Letonia el 5 de octubre y Lituania el 10 de octubre. Este último tratado transfirió el distrito de Vilna a Lituania. Finlandia fue invitada a iniciar negociaciones similares el 5 de octubre. A diferencia de los países bálticos, las negociaciones entre Finlandia y la Unión Soviética duraron semanas sin resultado.
Durante octubre de 1939, el gobierno soviético comenzó a colocar tropas en Estonia en número que excedía a las fuerzas armadas estonias. Como resultado, el gobierno soviético gradualmente ganó el control sobre el territorio de Estonia. Esto permitió a las fuerzas soviéticas hundir el barco mercante estonio Kassari en el mar Báltico el 10 de diciembre de 1939 sin ninguna respuesta de Estonia.
Los soviéticos invadieron Finlandia el 30 de noviembre.
El 17 de junio de 1940, los soviéticos ocuparon y anexionaron Estonia después de invadir a los otros dos estados bálticos.

### Citas
1. ↑  League of Nations Treaty Series, vol. 198, pp. 224-229.
2. ↑  Hiden & Salmon (1994). p. 110.
3. ↑  White Book, p. 10.
4. ↑  Hiden & Salmon (1994). p. 111.